# Myrialepis paradoxa
Myrialepis paradoxa là loài thực vật có hoa thuộc họ Arecaceae. Loài này được (Kurz) J.Dransf. mô tả khoa học đầu tiên năm 1982.